# Canchal de la Ceja
Il  Canchal de la Ceja è una montagna di 2.428 metri  della Spagna.

## Toponimo
Canchal in spagnolo significa ghiaione, mentre Ceja (sopracciglio) deriva dalla conformazione arcuata del nevaio che si forma nei pressi della cima sul versante settentrionale della montagna.

## Caratteristiche
La montagna è collocata al confine tra la provincia di Salamanca e quella di Ávila, entrambe nella comunità autonoma di Castiglia e León. 
È la cima più alta della Sierra de Béjar, una delle catene montuose che compongono il Sistema Centrale, nonché della provincia di Salamanca.
I laghi collocati attorno alla montagna sono i più vasti dell'area.

## Accesso alla cima
La via più veloce per raggiungere la cima del Canchal de la Ceja è quella che parte dalla Plataforma del Travieso(1.850 m, una località a circa 10 km da Candelario), e richiede circa due ore di cammino. Il versante nord della montagna offre alcune vie di arrampicata.